# Порт Коста (Калифорнија)
Порт Коста (енгл. Port Costa) насељено је место без административног статуса у америчкој савезној држави Калифорнија.

## Демографија
По попису из 2010. године број становника је 190, што је 42 (-18,1%) становника мање него 2000. године.
| Група             | 2000.       | 2010.       |
| Белци             | 202 (87,1%) | 162 (85,3%) |
| Афроамериканци    | 0 (0,0%)    | 2 (1,1%)    |
| Азијати           | 3 (1,3%)    | 7 (3,7%)    |
| Хиспаноамериканци | 16 (6,9%)   | 10 (5,3%)   |
| Укупно            | 232         | 190         |